# Batesville, Mississippi
Batesville är en stad (city) som är en av två administrativa huvudorter i Panola County i Mississippi i USA. Den andra huvudorten är Sardis.
Batesville grundades på 1850-talet när Mississippi and Tennessee Railroad drogs fram och fick stadsprivilegier 1866. Orten har fått sitt namn efter Jim Bates, en metodistpräst och järnvägstjänsteman.
Vid 2020 års folkräkning hade Batesville 7 523 invånare.

## Kända personer
- Cliff Finch, politiker
- Ronnie Musgrove, politiker
- Soulja Boy, musiker